# Peucedanum latifolium
Peucedanum latifolium là một loài thực vật có hoa trong họ Hoa tán. Loài này được DC. miêu tả khoa học đầu tiên năm 1830.